# Njenefor
Njenefor est un village du Cameroun situé dans l’arrondissement de Bamenda IIIe, dans le département de Mezam et dans la Région du Nord-Ouest.

## Population
Lors du recensement de 2005, on a dénombré 1 262 habitants dont 568 hommes et 694 femmes.